# Minisode 2: Thursday's Child
Minisode 2: Thursday's Child es el cuarto EP en coreano del grupo TXT. Fue publicado el 9 de mayo de 2022, a través de Big Hit Music y Republic Records. Contiene cinco canciones, incluyendo el sencillo principal «Good Boy Gone Bad».

## Lista de canciones
| N.º   | Título                                                              | Escritor(es) | Productor(es)                | Duración |  |
| 1.    | «Opening Sequence»                                                  | Koda, Sam Klempner, Bryn Christopher, Supreme Boi, Slow Rabbit, Lee Seu-ran, Huening Kai, January 8th, Taehyun, Danke y Yi Yi-jin | Klempner                     | 2:58     |  |
| 2.    | «Good Boy Gone Bad»                                                 | Slow Rabbit, Supreme Boi, Moa "Cazzi Opeia" Carlebecker, Ellen Berg, Big Hit Music, Melanie Joy Fontana, Michel "Lindgren" Schulz, "Hitman" Bang, Yeonjun, Blvsh, Chris James y Jo Yoon-kyung                                             | Slow Rabbit                  | 3:12     |  |
| 3.    | «Trust Fund Baby»                                                   | Cate Downey, Big Hit Music, Slow Rabbit, Danke, Brian Phillips, Taehyun, Yi, Yeonjun, Hwang Yu-bin y Kim In-hyung | Phillips y Slow Rabbit       | 2:436    |  |
| 4.    | «Lonely Boy (The Tattoo on My Ring Finger)» (네 번째 손가락 위타투) | Jason Hahns, Andrew Okamura, Yeonjun, El Capitxn y Huening Kai | AObeats, Hahns y El Capitxn  | 2:49     |  |
| 5.    | «Thursday's Child Has Far to Go»                                    | Slow Rabbit, Beomgyu, Revin, Jo, Gabriel Brandes, Matt Thomson, Max Lynedoch Graham, Taehyun, "Hitman" Bang, Song Jae-kyung, January 8th, Carlebecker, Ninos Hanna, Fontana, Schulz, Alexander Karlsson, Nermin Harambasic, Danke y Hwang | Beomgyu, Slow Rabbit y Revin | 3:31     |  |
| 15:06 |                                                                     | |                              |          |  |